# 급발진
급발진(急發進, 영어: Sudden Unintended Acceleration, SUA 또는 Unintended Acceleration, UA)은 운전자가 의도하지 않았는데 자동차가 급작스럽게 가속되는 현상을 말한다. 이러한 급발진은 정지 상태나 저속 상태, 정속 주행 상태에서 모두 일어날 수 있으며, 대개 제동 장치의 제동력 저하 현상이 같이 나타난다.

## 급발진의 원인

### 페달 오조작
국과수의 2024년 9월 ‘최근 5년간 급발진 의심 사고 분석 현황’ 자료에 따르면, 2020년부터 2024년 6월까지 접수된 총 364건의 급발진 의심 신고에 대하여 사고기록장치(EDR; Event Data Recorder) 데이터 등을 분석한 결과, 이 중 88.2%(321건)가 운전자의 페달 오조작이 원인이었다. 나머지 11.8%는 대부분 차량이 완전히 파손돼 분석이 불가능했던 경우다.
한국교통안전공단은 2024년 2월 유엔 유럽경제위원회(UNECE) 주관의 분과회의에 참석해 2023년 11월 발생한 택시 운전사의 급발진 주장 사고 사례에 대해 발표했다. UNECE 홈페이지에 게재된 이 자료에 따르면 지난해 11월 12일 전기 택시(아이오닉6)가 서울 용산구 이태원동의 주택가 담벼락을 들이받은 사고가 발생했다. 65세 택시 기사는 “우회전 중 급발진으로 브레이크를 여러 차례 밟았지만 작동하지 않았다”며 차량 급발진을 주장했다. 당시 경찰은 페달 블랙박스를 포함해 총 6개로 구성된 블랙박스 영상을 수거해 분석한 결과, 사고 원인이 페달 오조작임을 확인했다. 페달을 여러 차례 밟아 차량 속도가 빨라지는데도 운전자는 자신이 밟은 페달이 가속페달(엑셀)이란 걸 인식하지 못한 것이다. 참고로 전기차는 가속 페달 하나로 가속과 제동을 동시에 조작하는 ‘원 페달 드라이빙’(One-pedal Driving) 시스템이 탑재되어 있다. 이 시스템은 주행 상태로 설정돼 있을 때 가속 페달을 밟으면 속도가 올라가고, 페달에서 떼면 '회생제동'이 작동해 속도가 빠르게 줄어든다. 전기차 운전자들은 이미 원페달 시스템에 익숙해진데다, 전기차는 대부분 어댑티브 크루즈 컨트롤로 불리는 주행보조 시스템이 자리잡고 있어 내연기관 차처럼 브레이크 페달을 자주 밟는 일이 드물다. 따라서 전기차는 내연기관차에 비해 페달 오조작 가능성이 높은 것으로 보인다.
게다가, 일부 운전자는 자신이 브레이크 대신 가속페달을 밟는 운전미숙으로 사고를 낸 사실을 알고 있더라도, 예를 들어 교통사고 12대 중과실로 인사사고가 발생한 경우 자신이 감당하기 어려운 민형사적 책임을 줄이거나 면하기 위해 차량결함에 의한 급발진이었다고 거짓말을 할 유인이 있다.
그러나 후술한 바와 같이 급발진의 원인이 만약 ECU 소프트웨어 오류라면 EDR 데이터를 신뢰할 수 없어서 국과수가 ECU 소프트웨어 오류 여부를 조사하지 않은 상태에서 EDR 데이터를 감식한 감정결과를 믿기 어려운 한계가 있다. 또 ECU 오류시 브레이크를 밟아도 브레이크등이 점등되지 않을 수 있다. 따라서 ECU 소프트웨어에 대한 조사 없이 EDR 데이터 분석, 브레이크등 점등여부 등을 기초로 하는 현행 조사방식의 결과를 가지고 급발진 사고의 대부분이 페달오조작 때문이라는 주장은 신뢰성을 잃게 된다. 다만, 급발진 사고의 원인이 페달오조작이라는 국과수의 조사결과가 근거가 부족하고, 따라서 신뢰할 수 없다는 것이 조사대상 급발진 사고의 원인이 페달오조작이 아님을 의미하는 것도 아니다. 다시 말해, 제조사로부터 ECU 소프트웨어 소스코드를 제공받아 전문인력들이 충분한 시간을 가지고 실시하는 조사가 아닌 국과수의 현 조사방식으로는 운전자가 급발진을 주장하는 사고의 원인이 차량결함일 가능성과 운전자의 페달 오조작일 가능성 가운데 어느 것도 배제할 수 없다.
자동차리콜센터가 지난 2014년부터 2024년 6월까지 10년 6개월간 접수한 ‘급발진 주장’ 사고 신고 건수는 총 456건이다. 이 가운데 신고자의 연령이 확인된 사례는 396건이다. 연령별로 보면 60대가 122건으로 가장 많은 30.8%를 차지했고 50대가 108건(27.3%)으로 뒤를 이었다. 신고자가 40대인 사례도 80건(20.2%)이었다. 이어 70대 46건(11.6%), 30대 30건(7.6%), 20대 7건(1.8%), 80대 3건(0.8%)으로 집계됐다. 60대 이상을 고령층으로 봤을 때 고령층 급발진은 43.2%였다. 50대 이하는 56.8%로 고령자보다 더 많았다. 그러나, 연령대별 운전자의 절대적인 숫자 차이도 무시할 수 없다. 경찰청의 2022년 운전면허소지자 현황에 따르면 50대 이하가 2,654만 1,803명, 60대 이상이 610만 7,781명으로 격차가 컸다.
그런데 운전자수 대비 '급발진 주장' 사고 건수의 비율이 60대 이상 고령층에서 높은 이유는 이들이 상대적으로 급발진 발생시 어떻게 대처할 것인가에 대한 정보가 부족하고 순간판단능력이 떨어지는데다 브레이크를 밟는 근력이 약하기 때문일 수 있다. 또 운전시간이 절대적으로 많은 택시운전자 가운데 60대 이상의 비율이 2023년 기준 70.6%로 50대 이하 29.4%의 두배가 넘는 사실도 고려되어야 한다. 따라서 급발진 의심 사고의 운전자가 60대 이상 고령층이라는 이유로 동 사고의 원인이 페달 오조작이라고 단정하거나 운전자수 대비 급발진 의심 사고 건수의 비율이 60대 이상 고령층에서 높다는 이유로 대부분 급발진 의심 사고의 원인을 페달 오조작으로 추정하는 것은 잘못이다.

### ECU 오류
자동차에 들어가는 전자제어장치(Electronic Control Unit, ECU)의 개수는 차마다 다르지만 보통 60-100여 개가 들어가고, ECU 간에는 CAN(Controller Area Network) 프로토콜을 사용하여 통신한다.
자동차 엔진은 외부 공기를 빨아들여 연료와 혼합한 뒤 폭발을 일으키면서 동력을 발생시킨다. 가솔린엔진 차량의 경우 스로틀 밸브(자동차 실린더로 들어가는 공기량을 조절하는 장치)가 개폐하며 흡입 공기량을 제어한다. 과거에는 가속페달과 스로틀밸브가 케이블로 기계적으로 연결되었으나, 2000년대 이후 대부분의 차량들은 ECU가 운전자가 가속페달을 밟는 정도를 센서의 값으로 인식하여 스로틀 밸브를 조절하는 ETCS(Electronic Throttle Control System)를 가지고 있다. ECU의 오류로 스로틀 밸브가 통제가 안 되면 운전자가 가속 페달을 밟은 정도보다 더 많이 스로틀 밸브가 열려 갑자기 속도가 가속되는 급발진이 발생할 가능성이 있다. 이때 사용자가 브레이크를 밟는다고 해도 이미 스로틀 밸브가 많이 열려 있는 상태라 통제가 불가능할 수 있다. 또 디젤엔진 차량의 경우 스로틀 밸브의 개폐 대신 연료분사량을 조절하여 엔진출력을 조절하는데, ECU의 오류로 연료분사량이 통제가 안되면 급발진이 발생할 가능성이 있다. 국과수 안전연구실장을 지낸 김의수 국립한국교통대학교 안전공학과 교수는 2024년 7월 언론인터뷰에서 다음과 같이 말하였다. “급발진 원인은 전기전자적인 결함과 기계적인 결함으로 나눠 생각해볼 수 있어요. 차량이 점점 더 첨단화되면서 전자회로, 즉 전기전자시스템이 차지하는 비율이 증가하고 있죠. 이로 인해 기계적인 결함보다는 전기전자시스템의 오류로 급발진이 발생할 가능성이 훨씬 높아요.”  또한 KBS뉴스는 2014년 3월 28일 "취재결과 현대기아 측은 지난 2012년 초 ECU에 문제가 있어 가속 오작동이 생긴다며 3만여 개의 ECU를 리콜 형태로 고쳐줬던 적이 있었는데요, 결국, ECU에 문제가 생기면 가속 오작동, 즉 의도하지 않은 가속은 생길 수 있다는 점은 분명히 인정한 바 있습니다."라고 보도했다.
ECU 오류는 하드웨어 문제 또는 소프트웨어 문제 또는 둘다의 문제일 수 있다.

#### 하드웨어 불량
1986년 9월 30일 미국 도요타자동차 켄이치 카토 대표는 차량 리콜과 관련해 미국도로교통안전국(이하 NHTSA)에 결함정보보고서를 제출했다. 당시 1982년형 도요타 셀리카(Celica)·크레시다(Cressida)·셀리카 수프라(Celica Supra)에서 급출발하는 결함이 발견돼 NHTSA에서 리콜을 명령했다. 도요타의 결함정보보고서에 따르면, 이들 차량 ECU 기판 여러 곳에서 납땜 불량(Cracks)이 발견됐다. 이로 인해 크루즈컨트롤 스위치가 on에 있는 상태에서 시동을 켜면 엔진이 고속 회전하고, 자동변속기 차량의 경우 운전자가 브레이크 페달을 꽉 밟지 않은 상태에서 기어를 드라이브(D)나 후진(R)로 이동하면 급발진이 나타날 수 있다.
2014년 3월 25일자 KBS 시사기획 창 “급발진은 있다” 편은 재연실험에서 전압이 불안정할 경우 ECU 리셋 현상이 나타나 운전자가 가속페달을 조금만 밟고 발을 전혀 움직이지 않았는데도 스로틀밸브가 100% 열리고 급발진하는 현상이 발생할 수 있음을 밝혀냈다. 또 같은날 KBS뉴스는 ECU 내부에서 전압을 안정적으로 유지시켜주는 역할을 하는 코일 콘덴서 부분에서 발견된 납땜 불량이 ECU가 오작동하게 하여 시동 꺼짐 현상을 일으킨다고 보도했다.

#### 소프트웨어 오류
일반적으로 소프트웨어의 오류는 전원을 껐다가 다시 켜면 정상으로 돌아오기 때문에 오류가 발생할 확률이 상당히 낮다면 재현하기 어렵다. 미국 클렘슨대학의 허빙 교수에 따르면 고급차의 소프트웨어 코딩량은 대략 1억줄에 달한다. 급발진 사고를 제대로 조사·검증하려면 이 코딩을 샅샅이 살펴봐야만 한다. 따라서 ECU 소프트웨어 오류에 의한 급발진의 경우 그 원인을 파악하려면 필요에 따라 공개된 소프트웨어 코드와 ECU 소프트웨어에 관한 전문지식을 갖춘 인력, 그리고 이를 분석할 충분한 시간이 요구된다. 이는 2000년 대에 EU의 환경규제와 연비 향상요구의 영향으로 ECU가 스로틀 밸브를 제어하는 전자식 스로틀 밸브가 보편화된 이후 급발진 사고의 원인으로 소프트웨어 오류가 가장 유력하게 추정됨에도 불구하고 이를 밝혀내기 어려운 이유다.
Betsy Benjaminson은 2010년 여름 미국 번역회사에서 일본어 번역가로 일하고 있었는데 그녀의 회사가 도요타를 변호하는 로펌에 고용되었다. 번역가로서 Benjaminson은 2002-2010년 사이의 수천 개의 도요타 기밀 문서에 접근할 수 있었는데, 이중에는 대부분의 평범한 사고 보고서와 수리 기록뿐만 아니라 내부 비즈니스 메모와 엔지니어의 이메일도 있었다. 그녀는 도요타가 급발진의 원인에 대한 진실을 숨기고 있었다고 믿게 되기까지 약 1년의 기간이 필요했다고 말했다. “저는 엔지니어들이 전자제품에 초점을 맞춘 말과 경영진, 홍보 담당자, 변호사들 사이의 불일치를 알아차리기 시작했습니다. 어떻게 대중을 속일 것인지에 대한 것이었습니다.” 그녀는 당시 도요타의 내부문서를 번역하면서 접근한 100여건의 기술문서를 유출해 익명으로 CNN에 제공했다. CNN은 2012년 3월 2일 보도에서 "도요타 내부문서에는 차량 개발 과정 테스트에서 급발진 문제가 발견됐고, 이는 전자 소프트웨어에 결함 때문"이라는 내용이 있다며 "도요타가 전자장치에 의한 급발진 가능성을 방지하기 위한 테스트를 시행한 것"이라고 주장했다. CNN은 미국 비영리 단체인 ‘자동차안전센터 관계자의 말을 인용해 "이 문서가 2006년 렉서스 LS460의 어댑티브 크루즈 컨트롤의 급발진 테스트가 이뤄졌고 이는 사실상 이전에도 비슷한 상황이 일어났을 가능성이 있다는 것을 증명하는 것"이라고 보도했다. 도요타는 CNN의 보도가 나온 직후 성명을 내고 "해당 문서에 언급된 테스트는 전자장치에서 결함이 발생했을 때의 안전성을 평가하기 위해 일부러 센서의 이상작동을 연출한 것"이라며 반발했다.
2013년 미국 민간 소프트웨어 컨설팅업체 'Barr Group'은 2007년 9월 발생한 도요타 캠리 급발진 피해자가 제소한 손해배상 소송 법원에 피해자의 의뢰로 제출한 보고서에서 ECU 소프트웨어끼리 정보를 주고받을 때 특정 메모리 영역을 공유하는데, 이 공유 지점에서 간섭 현상이 일어나 스로틀밸브에 잘못된 지시가 내려지고 이것이 급발진으로 이어질 수 있음을 밝혀냈다. 도요타 급발진과 ECU 소프트웨어 오류의 관계를 상세하게 설명한 자료로는 Michael Barr의 발표자료와 오토모티브 일렉트로닉스 매거진(AEM)의 2014년 9월호 기사 "토요타 급발진 분석', Phil Koopman(2014) 등이 있다
Barr Group이 ETCS 소프트웨어 오류가 급발진을 초래할 수 있음을 증명하는 보고서를 미 오클라호마법원에 제출한 결과, 2013년 10월 배심원단은 300만달러 배상을 평결하고 이어서 징벌적 손해배상금을 산정하려고 하였다. 이에 도요타는 피해자들과 신속히 합의하였다. 참고로 미국 민사재판에서 판사가 배심원단의 평결을 변경할 수 있는 경우가 있다. 이를 "평결의 무효화(Judgment as a Matter of Law, JMOL)" 또는 "평결의 수정(Judgment Notwithstanding the Verdict, JNOV)"이라고 한다. 주요 조건은 1. 법적 근거 부족: 배심원단의 평결이 법적 증거에 기초하지 않거나, 합리적인 배심원이 그러한 결정을 내릴 수 없을 정도로 사실과 법리적으로 부적합한 경우, 2. 명백한 오류: 배심원의 평결이 명백히 잘못된 경우, 판사는 이를 수정하거나 새로운 재판을 명령할 수 있다. 그럼에도 불구하고 도요타측이 판사의 판결을 기다리거나 판결 후 항소하지 않고 피해자측과 합의하였다는 것은 도요타측이 소프트웨어 오류로 인한 급발진을 사실상 인정한 것이다. 다만 도요타는 ECU 소프트웨어 오류로 인한 급발진 가능성을 공식 인정하지는 않았다. 자신들은 소비자 권익을 위해 합의한 것이지 급발진을 인정하기는 어렵다는 입장문을 발표하기도 하였다.
2024년 10월말 현재까지 NHTSA는 Barr Group 보고서의 사실여부를 검증한 발표를 한 적이 없고, 소프트웨어 결함을 찾지 못했다는 입장을 바꾸지도 않고 있다. 
반주일 상명대 교수는 2024년 9월 30일 제2차 제조물 책임법 개정을 위한 국회 세미나에서 “국토교통부 자동차 리콜센터에서 받은 자료에 따르면 2009년 ‘ECU 결함으로 엔진정지 가능성’ 사유로 6,593대가 리콜됐고, 2022년에는 ‘ECU 소프트웨어 반영 오류로 엔진 RPM이 떨어져 시동이 꺼진 사유로’ 4,072대가 리콜됐다”며 “소프트웨어 결함으로 리콜된 차량은 있지만, 급발진은 없다는 것은 앞뒤가 맞지 않는다”고 지적했다.
2022년 12월 이도현 군이 숨진 강릉 티볼리 급발진 의심 사고의 책임 소재를 둘러싼 유가족 측과 KG모빌리티 간 손해배상 소송에서 도현이 가족은 2024년 10월 18일 티볼리 차량에 장착된 ECU를 제조한 회사에서 5년간 ECU 시스템 엔지니어로 근무하면서 ECU 개발 경험과 ECU에 관한 전문 지식을 겸비한 박정철 변호사를 증인으로 신청했다. 도현이 가족이 증인 신청서와 함께 제출한 박 변호사의 진술서에 따르면, 그는 ECU의 구조가 복잡해 차량 출력 결함이 발생할 가능성은 매우 다양하며, 개발 과정에서 발견되지 않은 소프트웨어 결함이 양산 이후 드러나기도 한다고 밝혔다. 또 ECU 개발 과정에서 발생하는 문제 중에는 운전자가 의도하지 않은 가속, 즉 급발진이 일어나는 경우도 있다고 설명했다.

### EPCU 오류
전기차에는 모터의 제어와 함께 차량의 전반적인 움직임을 제어 컨트롤 하는 장치인 통합전력제어장치(EPCU, Electric Power Control Unit)가 있다. 이것은 기존 내연기관 차량의 ECU(Electronic Control Unit)와 비슷한 기능을 한다.
2018년부터 2023년 7월까지 자동차리콜센터에 접수된 급발진 의심신고 건수는 모두 169건, 차종별로는 경유차가 53건으로 가장 많았고, 전기차와 하이브리드차가 46건으로 경유, 휘발유차에 육박했다. 최근 전기와 하이브리드 차량의 보급이 늘었다 해도 그 비중이 아직 합쳐서 6.8% 정도임을 감안하면, 증가세가 눈에 띄게 빠르다. 이는 전기차와 하이브리드차가 구조적으로 급발진에 취약해서라기보다는 최근에 개발된 탓에 EPCU 소프트웨어의 안정성이 떨어져서 그럴 수 있다.
2020년 11월경 전북 익산에서 현대자동차의 구형 전기차 '아이오닉 일렉트릭(2017년형)'이 서행 중 가속 페달을 밟지 않았음에도 최대 시속 90km까지 급가속한 급발진 의심 사례가 나왔다. 다행히 브레이크는 정상작동하였다. 2021년 12월 2일 국토부는 보도자료를 통해 "아이오닉 일렉트릭 18,282대는 안전 모드* 소프트웨어 설계 오류로 구동장치 접지 불량에 따른 안전 모드 진입 시 간헐적으로 가속이 지연되고 가속 페달 해제 시 차속이 완만하게 증가하여 사고발생 가능성이 확인됨에 따라 자발적으로 시정조치(리콜)에 들어간다."고 설명했다.

### 센서 또는 커넥터의 접속 불량
현대 차량의 엔진은 전자 제어 시스템에 의존하며, 이 시스템은 가속페달, 스로틀 밸브를 포함한 다양한 센서와 액추에이터의 데이터를 기반으로 작동한다.
2011년 9월 NASA의 H. Leidecker, L. Panashchenko, J. Brusse는 5차 International Tin Whisker Symposium에서 발표한 논문에서 도요타의 2003년식 캠리의 가속페달의 위치 센서에서 접속 불량을 일으켜 급발진을 유발할 수 있는 휘스커(whisker)를 발견하였다고 밝혔다. 또한 국내 일반인 차주는 스로틀 밸브 커넥터의 접속  불량이 급발진의 원인이 될 수 있음을 알아냈다. 가속페달 위치센서 또는 스로틀 밸브 커넥터가 접속 불량이 되면 ECU가 가속페달 또는 스로틀 밸브의 위치를 제대로 인식하지 못해 스로틀이 열려 있는 상태로 고정되거나 제대로 제어하지 못할 수 있다.
차량에 가해지는 충격 또는 차량의 진동으로 센서 또는 커넥터의 일시적인 접속 불량이 발생하는 경우도 있을 것으로 보이며, 이는 급발진이 종종 차량이 과속방지턱을 넘으면서 시작되고 사고 후에는 정상으로 돌아오는 이유일 가능성이 있다.
만약 ECU 소프트웨어가 가속페달 위치센서 또는 스로틀 밸브 커넥터의 접속 불량이 발생하는 경우를 대비한 충분한 안전장치를 포함하고 있다면 급발진을 예방할 수 있을 것이다. 이러한 점에서 센서 또는 커넥터 접속 불량으로 인한 급발진은 넓은 의미의 ECU 오류로 인한 급발진의 범주에 포함된다.

### 고압펌프 불량
디젤차량에서 고압펌프의 실링이 불량하여 연료 누유가 발생하면 새어나온 연료가 엔진오일 라인에 혼합되어 엔진오일량이 증가하고 묽어지게 된다. 시간이 지나면서 점차 늘어난 오일이 엔진 연소실로 유입되어 인젝터에서 분사된 연료와 섞이게 되면 정상치보다 많은 연료가 유입된 탓에 엔진의 비정상적인 회전수 상승, 즉 급발진이 발생하게 된다.
2016년 8월 부산 남구 감만동에서 발생해 일가족 4명이 숨진 부산 싼타페 사고는 고압펌프 불량이 원인으로 지목되었다. 유족 측은 차량 제조사인 현대자동차와 부품제조사인 보쉬를 상대로 100억 원 규모의 손해배상청구 소송을 제기하였다. 사고는 2016년 8월 2일 일어났지만,  그해 9월 20일께 원고 측 요청에 따라 부산에 보관 중이던 사고 차량을 인천에 있는 전문가의 정비공장에 입고시켰고, 12월에 고압펌프 플렌지볼트 풀림 현상에 따른 연료 누유로 인한 급발진 사고임을 전제로 실험 영상을 촬영해서 동영상을 CD로 제출하였다. 그러나 2022년 1월 1심 재판부는 "CD영상은 사고 발생일로부터 상당한 시간이 지난 이후 촬영된 것인데다 자동차는 현상 보존을 위한 별다른 조치 없이 개인 정비공장에 수개월 동안 보관돼 자동차의 현상이 변경됐을 가능성을 배제할 수 없다"고 판시했다. 또한 동 재판부는 감정서도 민사소송법에서 정한 감정 절차에 따른 것이 아니라 원고들이 개인적으로 의뢰해 받은 사감정 결과에 불과해 공정성과 객관성을 담보할 수 없다는 이유로 기각하였다. 2023년 5월 2심 재판부는 1심과 마찬가지 이유로 기각하였다. 1·2심은 "사고 당시 자동차의 속도가 시속 90㎞로 추정되는데 이는 통상 제동장치(브레이크)를 통해 충분히 제동이 가능한 속도"라며 "자동차 엔진에 이상 현상이 발생했더라도 운전자가 브레이크 페달을 확실히 밟았다면 제동이 이뤄졌을 것"이라고 밝혔다. 그러나 운전자가 가속페달과 브레이크를 혼동했다면 가속페달을 끝까지 밟았을 것이고 급발진이 지속된 시간이 14초임을 감안하면 차량의 속도는 시속 90kn가 아니라 그보다 훨씬 빨랐어야 했다. 즉, 시속 90km는 가속페달을 밟아서가 아니라 브레이크를 밟고 있었기에 나타난 속도일 가능성이 높다. 
사고차량인 2002년식 싼타페 디젤모델 차량은 고압펌프 불량으로 무상수리가 실시 중이었다. 무상수리기간은 2007년 4월 5일부터 1년 간이었지만, 이후에도 동일 증상으로 입고된 차량에 대해서는 무상수리가 이뤄진 것으로 알려졌다. 문제는 해당 결함에 대한 현대차의 정책이 공개적 리콜이 아닌 무상수리였다는 점이다. 자동차의 제작 결함 또는 구조적 결함으로 안전 기준을 충족하지 못할 때 발효되는 자동차 리콜(제작결함시정)이 이뤄질 경우, 국토교통부를 통해 주요 언론에 보도자료가 송부되고 차량 소유주에게도 우편을 통해 결함 사실 및 리콜 안내가 송부된다. 반면 무상수리는 안전에 중대한 위협이 되지 않는다고 판단되는 부분에 대해 제조사가 자체적으로 결함을 인정하고 수리하는 것으로, 법적 강제성이 없다. 즉, 실제로 결함을 인지하고 정비소를 방문한 차량만 수리가 이뤄지고 언론 노출이나 소유주에 대한 수리 통지는 전달되지 않는 것이다. 사고차량의 고압펌프 결함은 주행 중 엔진오일이 연소실로 유입되면 급발진 사고로 이어질 가능성이 있는데도 불구하고 리콜이 아닌 무상수리가 진행됐다는 점에서 문제가 있다.

### 기타
1998년 국과수는 급발진 의심 사고로 탤런트 고 김수미씨의 시어머니를 사망케 한 BMW 차량을 조사한 결과, 109㎒의 전자파에서 비록 20초의 시간이 걸리기는 했지만 시속 26km로 달리던 차량이 39km까지 빨라지는 현상이 나타났다고 밝혔다. 또 같은해 한국소비자보호원은 전자파 장애로 인한 자동차의 급발진 여부를 조사하기 위해 교통안전공단 자동차성능시험연구소와 공동으로 사고발생 차량 4대를 시험한 결과 전 차량에서 급발진 현상은 없었으나 3개 차량에서 속도 증가나 계기 이상 등 전자파 장애현상이 나타났다고 밝혔다. 소보원이 밝힌 시험결과를 보면, 기아「크레도스」의 경우 엔진점검 경고등이 전자파에 의해 영향을 받아 점등되고, 속도가 최대 시속 21km에서 최소 13km 정도 증가하는 현상이 나타났다. 특히 시속 21km 속도증가 과정을 보면 2단계에 걸쳐 약 2분30초의 시간이 소요됐고, 시속 13km의 경우는 약 10초간이 소요됐으며 RPM(분당 엔진회전수)이 약 900RPM에서 1천2백RPM으로 약 300RPM이 상승했다. 그러나 건설교통부는 같은해 11월 12일 최근 잇따라 발생한 자동차 급발진 사고의 원인이 자동차 전자파에 의해 일어난 급가속은 아닌 것으로 판명됐다고 밝혔다. 두 차량 모두 속도변화가 적을 뿐만 아니라 약 20초에 걸쳐 서서히 상승해 급가속의 원인으로 보기는 어렵다는 것이다.
2013년 5월 27일 김필수 대림대 교수 등 10여명의 자동차 전문가들로 이뤄진 자동차급발진연구회는 서울 코엑스에서 기자회견을 열어 자동차 급발진의 원인이 차량 내부에 있는 브레이크 진공배력장치 때문이라고 발표했다. 이들의 주장은 다음과 같다. 운전자가 브레이크를 밟았다가 발을 떼면 진공배력장치에 의해 흡기다기관의 공기압이 낮아진다. 이때 엔진의 압력 변화와 브레이크를 밟는 습관 등 여러 현상이 겹치면 순간적으로 압력이 높아지는 ‘압력 서지’(Pressure Surge) 현상이 발생한다. 이후 흡기다기관이 급격히 진공상태로 바뀌면 엔진의 스로틀밸브가 완전히 열려 연료가 과잉 공급되고, 출력이 급격히 높아져 자동차가 튀어나가게 된다. 그러나 스로틀 밸브는 가속페달을 밟지 않아도 시동이 꺼지지 않도록 미세하게 1-3% 정도 열려 있는데다 브레이크 배력장치의 유량이 작아 압력서지 현상이 나타나기 어렵고,. 이후 흡기다기관이 진공으로 바뀌어도 밸브 전후의 압력차이가 밸브를 완전개방할 정도인지 의문이며, 설령 일시적으로 밸브가 완전개방되더라도 외력이 사라지면 ECU가 스로틀 밸브를 짧은 시간 내(가속제어법규 규정상 1초 이내)에 정상으로 되돌릴 것이기에 진공배력장치를 급발진 원인으로 보기 어렵다.

## 급발진과 함께 나타나는 현상
운전자가 가속페달을 밟지 않았는데도 엔진 회전수가 급등하면서 차가 급작스럽게 가속하는 급발진이 발생할 때 브레이크의 제동력이 떨어져서 브레이크를 세게 밟아도 차를 멈추기 어렵고 종종 브레이크등마저 들어오지 않는 현상이 같이 나타난다. 발생할 확률이 상당히 낮은 급발진과 브레이크 비정상이라는 두 개의 사건이, 때로는 브레이크를 밟았는데도 브레이크등이 점등되지 않는 사건까지 포함하여 세 개의 사건이 동시에 나타날 수 있는 이유는 이들 사건이 각각 독립적인 사건이 아니라 종속관계 또는 상관관계가 있기 때문이다.

### 브레이크 오버라이드 시스템의 무효화
'브레이크 오버라이드 시스템'은 전자식 스로틀밸브가 장착된 차량에서 브레이크 페달 작동신호와 가속페달 작동신호가 동시에 들어오는 경우 가속페달 작동신호를 차단해 스로틀밸브가 닫히게 함으로써 브레이크 작동시 제동 성능이 정상적으로 발휘되도록  고안된 것이다.  2007-2010년 도요타의 급발진 사고들의 원인이 바닥 매트가 가속페달에 끼임 또는 가속페달이 고착되는 결함으로 알려지면서 2012년 4월 NHTSA는 4.5톤 이하 모든 차량에 대해 브레이크 오버라이드 시스템의 장착을 의무화할 것이라고 공표하였다. 다만 2019년 5월 'NHTSA는 브레이크 오버라이드 시스템'의 장착의무화 계획을 철회한다고 발표했다. 이는 2019년 5월 현재 모든 기업이 자체적으로 모든 신차에 이 장치를 탑재하고 있어 규제의 필요성이 없어졌기 때문이다.
그런데 2007년 9월 발생한 도요타 캠리 급발진 사건의 소송에서 2013년 Barr Group이 밝혀낸 바에 의하면, ECU 오류가 발생하면 실제로는 운전자가 브레이크를 밟았는데도 ECU는 운전자가 가속페달을 밟은 것으로 잘못 인식하여 엔진 회전수가 급등할 수 있다. 만약 급발진의 원인이 바닥 매트의 가속페달에 끼임이나 가속페달의 고착과 같이 가속페달이 눌린 상태에서 유지되기 때문이 아니라 ECU 오류와 같은 다른 것이라면 브레이크 오버라이드 시스템이 효과가 없게 된다.

### 브레이크를 밟으면 차는 선다? 브레이크 배력장치 미작동
브레이크 배력장치의 미작동은 대부분의 급발진 현상에 수반하여 나타나서 운전자가 브레이크를 세게 밟아도 차량을 멈추는데 상당한 어려움이 있거나 아예 불가능하게 만든다. 이는 급발진이 발생하였을 때 운전자가 차를 멈추지 못하고 사고로 이어질 가능성이 높은 이유다.
다수의 급발진 경험자들이 브레이크가 딱딱해졌다고 진술하고 있다. 급발진이 발생하면 왜 브레이크가 잘 듣지 않는 것일까? 이것을 이해하기 위해서는 차량의 제동장치 구조에 대한 간략한 설명이 필요하다. 제동장치에는 운전자가 브레이크 페달을 밟았을 때 그 힘을 증대시켜주는 배력장치(brake booster)라는 것이 있다. 배력장치 가운데 가솔린 내연기관에서 일반적으로 사용되는 진공 배력장치는 엔진의 흡기다기관에서 발생하는 부압(진공)과 대기압과의 압력차를 이용해 제동력을 배가시키게 되는데, 차량이 급가속되는 엔진 조건(스로틀 밸브가 완전히 열린 상태)에서는 진공압이 매우 낮거나 발생하지 않아 브레이크의 배력 기능이 정상적으로 작동하지 못하게 되는 것이다. 엔진 시동이 꺼진 상태에서 브레이크를 밟으면 페달이 딱딱하게 굳은 듯한 느낌을 받게 되는데, 이것은 배력장치에 진공압이 형성되어 있지 않기 때문이다. 마찬가지로 급발진으로 스로틀 밸브가 완전히 개방되면 배력장치에 진공압이 거의 없게 되어 브레이크를 밟으면 딱딱하게 느껴지고 배력 기능이 떨어져 차를 정상적으로 멈추기 어렵게 된다.
국립과학수사원(국과수)은 2024년 10월 29일 급발진 상황에서 브레이크 제동이 되는지 알아보는 재연실험으로서 리프트에 올라가 있는 GV80 차량의 전자식 제동시스템을 무력화한 상황에서, 운전자가 브레이크 페달을 밟았을 때 제동 기능이 작동하는지를 살펴봤다. 차량 위에 운전자가 올라타 가속 페달을 밟자 바퀴가 세차게 회전하기 시작하며 가속음이 울렸다. 이어 브레이크 페달을 1.3㎝가량 밟자 바퀴는 멈추고, 후면 제동등도 빨갛게 들어왔다. 김OO 차량안전실장은 "급발진 상황이 원인 모를 이유에 의해 발생했다고 쳐도 제동 페달을 밟으면 차는 무조건 선다"고 주장했다. 또 어느 유투버는 완경사 내리막길에서 시동을 꺼서 브레이크 배력장치가 작동하지 않게 만들어 놓고 천천히 내려가다가 브레이크를 밟아 서는 실험을 하고서는 급발진으로 브레이크가 딱딱해져도 브레이크를 밟으면 차는 무조건 선다고 주장한다. 그러나 이 실험들은 브레이크 배력장치가 작동 안하는 상황만 재연하였을 뿐 스로틀이 완전개방되어 차량에 따라 100-300 마력의 엔진힘으로 차가 가속되고 있는 실제 급발진 상황과는 커다란 차이가 있다. 국과수나 일부 유투버들이 이와 같은 실제 급발진 상황과 다른 재연실험의 결과를 가지고 급발진 상황에서도 브레이크를 밟으면 차를 정상적으로 세울 수 있는 것처럼 말하는 것은 잘못된 것이다.
실제 급발진 상황을 재연하려면 (ECU 오류에 의한 급발진 시 브레이크 오버라이드 기능이 무의미하므로) 브레이크 오버라이드 기능이 없는 구형차량이어야 하고 가속페달을 끝까지 눌러 놓아 엔진의 힘이 차량에 계속 가해지고 리프트 위가 아니라 도로 위에서 차량이 앞으로 가려는 관성이 있는 상태에서 동시에 (스로틀 밸브가 완전개방되면 배력장치에 진공을 만들지 못하므로) 배력장치가 작동하지 않도록 해놓은 브레이크를 밟아 제동하는 실험조건이어야 한다. 동 실험조건과 유사한 상황이 앞에서도 언급한 2009년 8월 미 캘리포니아주 고속도로에서 발생한 렉서스 ES350 급발진 사고로서, 해당 차량은 3.5리터 V6 가솔린엔진이 탑재되어 있었는데 현직 고속도로 순찰대원이었던 운전자 Mark Saylor가 브레이크를 힘껏 밟았음에도 차를 멈추지 못하여 사고가 발생하였다. LA Times의 2009년 10월 25일 보도에 따르면, 미 도로교통안전국(NHTSA)은 과거 렉서스 ES 차량에 대한 조사에서 스로틀이 완전히 열리면 제동 시스템이 배력장치의 보조를 잃어 제동 거리가 5배 증가한다는 사실을 발견했다. 또 IEEE는 2009년 10월 18일 "테스트 결과, 브레이크 페달을 멈추기 위해서는 약 225 파운드(102kg)의 압력을 가해야 한다는 것이 밝혀졌다. 이는 거의 모든 사람에게 매우 힘든 일이며, 특히 초속 176 피트(53.6미터)로 달리는 차량을 도로 위에서 조종하며 다른 물체와 충돌을 피하려고 하는 상황에서는 더욱 그렇다."라고 발표했다.
고속으로 주행 중인 차를 세우기 위해 브레이크를 밟는데 필요한 힘은 배력장치에 진공압이 있는 경우에는 7-20 kg이지만 스로틀이 완전개방되어 배력장치의 진공압이 없어진 경우에는 평균 80 kg인 것으로 나타났다. 일반인이 엔진이 폭주하면서 고속으로 주행중인 차가 정지할 때까지 이 정도의 힘을 계속 유지하는 것은 쉬운 일이 아니다. 따라서 배력장치가 정상작동하고 차가 정지 또는 저속인 상황이라면 브레이크가 엔진힘을 이겨 정차할 수 있겠지만, 엔진 폭주로 배력장치가 오작동하고 더구나 이미 고속으로 주행중인 상황이라면 일반 성인남성이 브레이크를 두발로 힘껏 밟아도 사고가 나기 전에 정차하는 것이 불가능할 수 있다.
사실, 과거 국과수는 급발진으로 브레이크 오버라이드 기능과 배력장치가 작동하지 않으면 브레이크를 밟아도 차를 멈추지 못할 수 있음을 실험으로 확인한 적이 있다. 국과수(2013)는 "최대 가속상태에서 제동시험은 만약 급발진이 발생하였다고 가정한 상황에서 제동페달이 듣지 않는가를 알아보는 시험이었다. 0.5초 간격으로 급하게 지속적으로 밟는 경우 제동력이 낮아져 계속 속도가 증가하는 현상이 관찰되었다. 그러므로 차종에 따라서 가속력이 우수한 차이거나 제동력이 떨어지는 차량의 경우 급발진이 발생한 상황에서 계속 속도가 증가할 수 있다."라고 설명하였다. 브레이크를 0.5초 간격으로 급하게 지속적으로 밟는 경우 차를 세우지 못한 이유는 급발진 시와 같이 진공압이 빠져 배력장치의 도움을 받지 못하였기 때문이다.
급발진 사고 후 브레이크를 검사해보면 브레이크는 정상작동한다. 이는 브레이크가 고장나서 급발진시 정상작동하지 않는 게 아니라 스로틀 밸브 완전개방으로 배력장치의 도움을 받지 못해 정상작동하지 않은 것이기 때문에 스로틀 밸브가 정상작동으로 돌아오면 배력장치와 브레이크도 정상작동으로 돌아오게 되기 때문이다. 
디젤차의 경우 연료분사량으로 출력을 조절하기 때문에 대부분의 경우에 스로틀 밸브가 완전개방되어 있어서 스로틀 밸브 전후의 기압차를 이용해서 배력장치를 작동시키지 못하고 별도의 진공펌프가 엔진의 캠축 등에 연결되어 있다. 따라서 디젤차는 엔진이 구동되는 동안에는 배력장치의 진공압이 유지된다. 그럼에도 불구하고 디젤차 급발진 시 브레이크를 밟아도 정상적으로 차를 세우기 어려운 이유는 정지 또는 서행 중이라도 디젤엔진 특성상 저RPM에서 구동 토크가 커서 브레이크 제동력이 엔진 구동력에 겨우 앞서고, 고속주행 중이라면 엔진힘에 관성력이 더해져서 제동거리가 크게 늘어나거나 브레이크 패드에 마찰열이 누적되어 마찰계수가 하락하는 페이드 현상으로 인해 아예 제동이 불가능할 수 있기 때문이다. 엔진이 멈춘 상태에서도 전기로 운행을 해야하는 하이브리드차, 엔진이 없는 순수 전기차의 경우에는 엔진의 흡기압을 진공을 만드는데 이용할 수 없기 때문에 진공을 만들기 위한 별도의 전기펌프를 탑재하거나 진공식 배력장치가 아닌 유압식 배력장치, 전동식 배력장치를 탑재한다. 하이브리드차나 전기차의 배력장치는 ECU의 제어에 따라 작동하거나 ECU의 신호를 필요로 하기 때문에 ECU 오류가 발생하면 브레이크 보조가 원활하지 않아 브레이크 페달이 딱딱하게 느껴지고 제동능력이 떨어질 수 있다. 이들 경우에도 급발진 사고 후 브레이크가 정상작동으로 돌아오는데, 이는 ECU 오류 현상이 사라지면 배력장치와 브레이크의 비정상 현상도 사라지기 때문이다.

### 브레이크를 밟으면 브레이크등이 무조건 들어온다? 브레이크등 미점등
급발진이 발생하는 동영상을 보면 브레이크등이 들어오는 경우도 있지만 점등여부를 판단하기 어렵거나 운전자가 브레이크를 밟았는데도 불구하고 종종 브레이크등이 들어오지 않는 경우가 있다.
최근의 차량들의 브레이크등 회로도를 보면 BCM(Body Control Module) 또는 IPS(Intelligent Pedal System) 컨트롤 모듈, ECM(Engine Control Module) 등 여러 가지 모듈이 연결되어 있어서 브레이크등 회로에 ECU가 개입한다는 사실을 알 수 있다. ECU는 LED 브레이크등의 전력 소모를 관리하고, 전류 과부하를 방지해 브레이크등의 수명을 늘려주며, 필요 시 진단 기능을 통해 고장 여부를 확인하고 운전자에게 경고를 표시하기도 한다. 또 ABS, ECS, 긴급 제동 보조 시스템 등이 작동할 때 ECU가 브레이크등이 빠르게 깜빡거리게 하여 후방 차량에게 위험을 알리기도 한다.
브레이크 센서와 브레이크등 사이에 ECU가 들어있는 모듈이 모스펫으로 연결되고, 이 모스펫이 스위치 역할을 하여 ECU가 브레이크등의 밝기를 조절하거나 점멸시키는 등 브레이크등을 컨트롤할 수 있다. 자동차의 전원을 끈 상태에서 또는 ECU(모듈)를 제거한 상태에서 브레이크를 밟으면 브레이크등이 들어오는 이유는 브레이크등이 상시전원에 연결되어 있고 브레이크를 밟았을 때 ECU로부터 아무런 신호가 없으면 스위치역할을 하는 모스펫이 브레이크등 회로를 차단하지 않기 때문이다.
ECU들은 CAN 프로토콜을 사용하여 통신한다. CAN 통신은 여러 개의 제어기들을 병렬로 연결하여 데이터를 주고받는 구조로 되어 있다. 통신 라인을 공유하는 모든 제어기들이 마스터 역할을 하고 있기 때문에 필요에 따라 언제든지 통신이 가능하다. 쉽게 말해, 통신선상에 데이터를 띄워 놓으면, 어떤 제어기든지 필요할 때마다 데이터를 가져가 사용하는 방식이다. 이와같이 ECU 간 CAN 통신을 하기 때문에 어느 ECU에서 오류가 발생하여 다른 ECU들에게 잘못된 신호를 보내면 브레이크등을 컨트롤하는 ECU가 잘못된 명령을 내릴 가능성이 있다.
2017년 3월 국토교통부는 SM6의 브레이크등이 차체제어장치(BCM) 오류로 특정 조건에서 제동등이 수초 간 점등되지 않을 가능성이 있어 르노삼성자동차(주)에 해당 자동차 매출액의 1천분의 1에 해당하는 과징금(약 6억1천1백만원)을 부과한 바 있다. 또한 NHTSA의 2024년 8월 7일 발표에 따르면, 현대자동차가 미국에서 소프트웨어 결함으로 문제가 발생한 '쏘나타'에 대한 리콜을 실시하고 있다.이번 리콜은 지난 2023년 10월 18일부터 2024년 6월 12일 사이에 생산된 2024년형 쏘나타를 대상으로 하며, 총 3만 8,331대가 영향을 받는다. NHTSA에 따르면, 해당 차량은 소프트웨어 오류로 인해 시속 약 50km의 속도에서 급제동 시 브레이크 표시등이 제대로 점등되지 않고 깜빡이는 현상이 발생한다.
일부 차량에서는 브레이크등은 ECU나 복잡한 전자 시스템과 독립적으로 작동하도록 설계되어 브레이크를 밟으면 기계적 또는 전기적 스위치(브레이크 스위치)에 의해 작동하는 반면, 상단 보조브레이크등은 추가적인 전자 제어 회로(예: CAN 통신)나 특정 조건(예: 차량 속도, 제동 강도 등)에 따라 작동하도록 설계되어 있을 수 있다. 또는 브레이크등과 보조브레이크등이 모두 BCM의 컨트롤을 받으나 작동 조건이나 방식에서 차이가 있을 수 있다. 이로 인해 ECU 오류로 인한 급발진시 운전자가 브레이크를 밟으면 브레이크등만 들어오고 보조브레이크등은 들어오지 않을 가능성이 있다. 따라서 급발진 상황에서 설령 브레이크등 또는 상단 보조브레이크등이 들어오지 않았다고 하더라도 그것이 급발진의 원인이 분명 페달 오조작임을 의미하지는 않는다. 다만, 급발진 상황에서 브레이크등 또는 상단 보조브레이크등이 들어왔다면 이는 차량결함에 의한 급발진임을 강하게 시사한다.
2022년 12월 이도현(사망 당시 12세) 군이 숨진 차량 급발진 의심 사고의 책임 소재를 둘러싼 손해배상 소송에서 '제동등 점등 여부'를 두고 운전자 측과 제조사 측이 팽팽히 맞섰다. 춘천지법 강릉지원 민사2부(박재형 부장판사) 재판부는 2024년 1월 30일 운전자 A씨와 그 가족들이 제조사를 상대로 낸 약 7억6천만원 규모 손해배상 청구 사건 검증기일에서 급발진 현상이 일어나기 직전에 발생한 모닝 차량 추돌 전 사고 전에는 차량의 좌우에 있는 메인 제동등은 점등되지만, 보조 제동등은 점등이 되지 않는 점은 다툼의 여지가 없는 사실이라고 판단했다. 재판부는 모닝 차량과 추돌 직전 또는 직후로 보이는 순간 사고 차량에 순간적으로 점등되는 모습도 확인했다. 이를 두고 운전자(원고) 측은 "슬로비디오를 통해 프레임별로 나누어보면 충격 전 점등됐다"고 주장했고, 피고 측은 "충돌 관성에 의해 메인 제동등이 들어온 것"이라고 반박했다. 이에 원고 측은 사고 차종과 같은 차량(2016년식)을 대상으로 이뤄진 정면충돌 시험 결과 시속 50㎞로 달리다가 충돌하더라도 브레이크 페달의 관성이 크지 않아 제동등이 들어오지 않는다고 재차 반박하기도 했다. 2025년 5월 13일 재판부는 손해배상 청구액이 9억 2천만원으로 늘어난 1심 판결에서 티볼리 차량이 굉음을 내며 급가속 주행을 시작한 뒤부터 최종 충돌 시점까지 브레이크등이 들어오지 않았으며, 점등 방식에 대해서도 ECU에 영향을 받지 않는다는 제조사 측 주장을 인용했다. 판결 선고가 끝난 뒤 도현군의 아버지 이상훈 씨는 즉각 항소하겠다는 뜻을 밝혔다.

### 기계는 거짓말을 하지 않는다? EDR 데이터 오류
국내에서 운전자의 급발진 주장으로 인한 국과수의 교통사고 정밀 감정 건수는 2021년 56건, 2022년 76건, 2023년 118건으로 매년 증가하는 추세다. 2024년 상반기에만 58건의 급발진 의심 사고를 감정했다. 그러나 국과수가 차량결함으로 인한 급발진을 인정한 사례는 현재까지 없다. 이에 급발진 피해자들이 국과수의 감정을 신뢰하지 못하여 제3의 민간기관 또는 감정인에게 별도로 감정을 의뢰하거나, 경찰이 당시 정황 상 국과수의 EDR 데이터 감식 결과가 차량의 기계적 오류가 없었다는 결과로 이어지기에는 증거가 부족하다고 판단하여 국과수 감정결과를 채택하지 않은 사례가 발생하고 있다.
국과수는 EDR의 기록 항목들을 전체적으로 분석하고 신뢰성과 유효성을 검증하여 국과수 급발진 의심 사고 감정 매뉴얼에 따라 감정서를 작성한다. 의문은 EDR 감정으로 차량의 기계적 결함이 인정된 적이 한 번도 없다는 점이다. EDR은 사고 발생 5초 전부터 0.5초 간격으로 속도와 엔진 회전수, 가속 페달 밟은 정도, 브레이크 사용 여부 등의 정보를 기록한다. 하지만 EDR은 엔진제어장치(ECM)으로부터 정보를 받아 기록하는 말단의 수동적 기록장치에 불과하다. 만약 ECU의 오류로 급발진했다면, 원래 운전자의 조작이 아닌 오류로 발생한 기록이 EDR에 남게 된다. 즉, 급발진의 원인이 ECU 오류라면 EDR 기록을 믿을 수 없게 된다. 국과수 안전연구실장을 지낸 김의수 국립한국교통대학교 안전공학과 교수는 2024년 7월 언론인터뷰에서 "사고 재구성을 위해 차 EDR 분석을 통해 사고 직전 밸브와 브레이크 작동 상태, 속도 및 RPM 등의 정보를 얻는데, ECU가 오작동 상태라면 실제 물리적으로 액셀을 밟았는지 여부를 파악할 수 없기 때문이죠.”라고 말하였다.
국과수는 매 사건 EDR 데이터를 검증해 신뢰성을 확보하고 있다는 입장이다. 검증은 EDR 데이터를 영상으로 시각화는 방식이다. ‘PC-크래시(PC-Crash)’라는 교통사고 해석 프로그램에 EDR 데이터를 입력하면 사고 당시 차량의 움직임을 영상으로 시뮬레이션할 수 있다. 시뮬레이션 영상을 블랙박스·CCTV에서 확보한 실제 사고 영상과 비교해, 차량이 동일한 움직임을 보인다면 EDR 데이터에 신뢰성을 부여할 수 있다는 게 국과수 설명이다. 그러나 PC-크래시 분석은 현재 논란이 되는 EDR 신뢰성 문제를 해소하지 못한다는 평가가 많다. PC-크래시 분석은 브레이크를 밟지 않았다는 EDR 데이터를 전제로 한다. 가령 운전자가 브레이크 페달을 밟았으나 차량이 제동되지 않은 경우도 PC-크래시 분석에서는 문제가 없는 것으로 나온다. 페달 데이터가 실제 운전자의 조작과 일치하는지 여부는 검증하지 못하는 셈이다.
운전자가 가속페달을 밟지 않아도 EDR에 밟은 것으로 잘못 기록될 수 있을까. ‘자율주행차를 위한 안전성평가 국제표준’ UL4600 초안에는 의미심장한 설명이 등장한다. “EDR 분석보고서에 가속페달을 밟은 것으로 기록돼 있다는 것이 운전자가 실제로 가속페달을 밟았다는 것을 의미하지 않는다. 오히려 잠재적인 결함을 가진 낮은 신뢰성 소프트웨어가 상황이 그러하다고 인식했다는 것을 의미한다.” 또 운전자가 브레이크를 밟았음에도 EDR에는 안 밟은 것으로 기록될 수 있을까? Barr Group은 북아웃(Bookout) 소송에서 소스코드 분석을 통해 운전자가 브레이크 페달을 밟았음에도 EDR에는 밟지 않았다고 기록될 수 있음을 입증했다.
2007년 9월 발생한 토요타 캠리 급발진 사건에서 보듯이 ECU 소프트웨어 결함이 급발진의 원인일 수도 있기 때문에 EDR 데이터를 신뢰하기 위해서는 ECU 소프트웨어의 결함 여부를 조사해야 한다. 그러나 제조사는 기업비밀 등을 이유로 ECU 소프트웨어 소스코드를 국과수에 공개하지 않는데다 설령 공개를 의무화하더라도 국과수가 ECU 소프트웨어를 분석할 역량이 없거나 제조사와 국가경제에 미치는 타격을 우려하여 아예 분석할 의지 자체가 없는 것은 아닌지 의문이다.
운전자가 제조사의 과실을 입증하기 어려웠던 점을 해소하고 자동차나 부품 제조사의 책임을 강화하는 자동차관리법 개정안이 2025년 8월 14일부터 시행된다. 동 개정안에 따르면, 앞으로 급발진 의심 사고가 일어나면 자동차 제조사는 결함 조사용 자료를 정부에 반드시 제출해야 한다. 동 개정안은 같은 종류의 자동차가 운전자 뜻과 다르게 작동해 사고가 반복적으로 발생했을 때 자동차·부품 제조사가 정부에 자료를 제출하지 않으면 차량 결함을 추정하도록 했다. 비로소 정부차원에서 제조사에 급발진 사고의 원인 조사에 필요한 자료 제출을 요구할 수 있는 법적 토대를 갖추게 된 것이다. 다만 앞서 설명한 바와 같이, ECU 소프트웨어의 소스코드가 복잡하고 방대하여 이를 분석하는 작업은 고도의 전문지식을 갖춘 인력들이 많은 시간을 들여야 하기에 상당한 예산이 요구되고 정부는 급발진 원인이 차량결함으로 드러날 시 고용, 수출, 성장에서 차지하는 비중이 큰 자동차산업에 미치는 영향도 고려할 것이기 때문에 향후 급발진 의심사고에 대한 정부의 대응을 지켜볼 필요가 있다.

## 차량결함으로 인한 급발진 인정 사례

### 미 도로교통안전국(NHTSA)과 미 연방 법무부
미국 교통부 산하 도로교통안전국(NHTSA)은 2000년부터 2010년 5월 20일까지 토요타 급발진으로 인한 불만건수가 6만 2천 건 이상 접수되었으며, 이 가운데 71건의 사고로 89명이 사망하고 57명이 다쳤다고 2010년 5월 25일 공개했다.
2007년 3월 NHTSA는 렉서스 ES350 모델의 여러 급발진 의심사고에 대해 예비조사를 한 결과, 올웨더 바닥 매트가 페달 끼임을 유발할 가능성이 있음을 확인하였다. 2007년 9월 13일 NHTSA는 그해 7월 26일 캘리포니아 산호세에서 발생하여 운전자가 사망한 캠리 사고의 원인이 올웨더 바닥 매트의 페달 끼임이라고 판단하고 도요타에 리콜을 요구하였다. 도요타는 2007년 9월 26일 리콜을 발표하고 2007년과 2008년에 55,000여개의 올웨더 바닥 매트를 리콜했다. 그럼에도 불구하고 급발진 의심신고가 이어졌다. 
2009년 8월 28일 미국 캘리포니아주 샌디에이고 인근 고속도로에서 캘리포니아 고속도로 순찰대 경찰관 Mark Saylor가 운전하던 도요타의 렉서스 ES350이 급발진이 의심되는 교통사고가 발생해 차량에 타고 있던 한 가족 4명이 숨졌다. 당시 차량에 탑승했던 그의 처남이 911과 통화에서 "브레이크가 작동하지 않는다"고 말하며 급박한 상황임을 알리는 녹음파일이 방송으로 공개되어 큰 파장을 일으켰다. 사고의 원인은 바닥 매트가 가속페달에 끼인 것으로 드러났다. 
NHTSA는 2009년 9월 25일 도요타에 바닥 매트 끼임 문제가 재발하지 않도록 가속페달을 설계변경할 것을 요구하였다. NHTSA의 요구에 따라 도요타는 10월 5일에 바닥 매트의 페달 끼임으로 인해 380만 대의 도요타 및 렉서스 차량을 리콜하였는데, 결함시정조치 사항은 가속페달 설계변경, 바닥 팬/매트 개선, 키리스(keyless) 시동장치가 있는 차량을 대상으로 하는 브레이크 오버라이드 소프트웨어 적용이었다. 
도요타는 2010년 1월 16일 NHTSA에 일부 CTS 브랜드 가속페달에서 발을 떼면 원위치로 돌아오지 않고 눌린 상태로 고착되는 문제가 있음을 알렸다. 도요타는 1월 21일 가속페달 고착으로 230만 대, 바닥매트의 페달 끼임으로 1월 27일 110만 대의 차량을 추가 리콜하였다. 다만 이와 관련하여 도요타에 가속페달을 납픕한 미국의 CTS는 자사 제품과 급발진의 관련성을 부인했다. 2월 16일 NHTSA는 도요타가 바닥 매트의 가속페달 끼임과 가속페달 고착 결함을 처음 알게 된 시점과 회사가 NHTSA에 적시에 통보했는지 여부를 확인하기 위한 공식조사를 시작했다. 연방법에 따라 모든 자동차 제조업체는 안전 결함이 존재한다는 것을 확인한 후 5영업일 이내에 NHTSA에 보고하여야 한다. 4월 5일 NHTSA는 도요타가 가속페달 고착 결함을 발견한 후 4개월 이상 NHTSA에 통보하지 않은 것에 대해 최고액인 1,637만 5천 달러의 과징금을 부과하였다. 12월 20일 NHTSA는 도요타가 바닥 매트의 가속페달 끼임으로 550만 대의 차량을 리콜한 것이 적시에 수행되었는지에 대한 또 다른 조사의 결과로 최고액인 1,637만 5천 달러의 과징금을 부과하였다.
미 연방 법무부는 도요타가 운전자의 의도와는 상관 없는 가속 현상인 급발진과 관련된 문제를 숨김 없이 보고했는지에 초점을 맞춰 4년 간 형사 범죄 수사를 진행했다. 2014년 3월 미 연방 법무부는 도요타와 급발진 사건의 원인을 축소, 은폐한 것에 대해 기소유예를 조건으로 벌금 12억달러에 합의하고 수사를 종결하였다. 에릭 홀더 미 법무장관은 “도요타가 2009년과 2010년에 도요타 및 렉서스 브랜드 차량의 급발진 문제에 대해 소비자, 의회, 규제 당국 등에 잘못된 정보를 제공한 사실을 인정했다”고 말했다.
NHTSA는 2021년 12월 7일 현대자동차의 ‘아이오닉 EV'에 대해 급발진 결함이 의심된다며 리콜 명령을 내렸다. NHTSA가 공개한 보고서에 따르면 아이오닉 EV의 급발진 결함 의혹은 IT매체 블로터가 지난 6월 전라북도 익산에 거주하는 아이오닉 EV 차주가 가속페달을 밟지 않은 상황에서 차량이 서행 중 최대시속 90km까지 급가속되는 사고를 겪었다는 주장을 보도한 것을 계기로 제기됐다. 보고서는 “현대차가 조사한 결과에 따르면 이같은 급발진은 아이오닉 EV의 소프트웨어 설계 오류로 구동장치 접지 불량에 따른 것으로 분석됐다”며 2016년 1월 21일부터 2019년 6월 24일 사이에 생산된 차량 2,679대를 상대로 현대차에 자발적인 수리 조치를 명령했다.

### 미 오클라호마법원
2010년 2월 미 의회가 도요타를 상대로 개최한 청문회에서 단순 가속페달 결함이 아닌 전자제어장치(ETCS 또는 엔진제어모듈·ECM) 오작동에 의해 운전자 의도와 다른 가속이 발생할 가능성이 제기되었다. NHTSA는 미 의회의 의뢰로 그해 3월부터 미 항공우주국(NASA)과 함께 ETCS 오작동 가능성을 조사했다. 사고가 난 도요타 차량에 탑재된 ETCS 동작 소프트웨어의 소스코드도 분석했다. 2011년 2월 NHTSA는 "ETCS 오작동으로 예상치 못한 가속(급발진)이 발생했다는 증거를 찾지 못했다"고 밝혔다. 하지만 임베디드(embeded) 시스템 업계의 모든 사람이 NASA가 완전한 보고서를 내놓을 시간이 충분했다고 생각하는 것은 아니다. 아마도 더 중요한 점은 NASA는 보고서에서 소프트웨어가 의도치 않은 가속을 일으켰을 가능성을 배제하지 않았다는 것이다.
NHTSA의 발표로 도요타는 매트와 가속페달 부품 리콜만으로 사안을 매듭짓는 듯했으나 2013년 급발진 사건과 관련한 민사 소송으로 반전이 일어났다. 2007년 9월 진 북아웃(Jean Bookout)이 운전하던 도요타의 2005년식 캠리가 미 오클라호마주 고속도로에서 급발진하면서 장벽을 충돌했다. 운전자는 중상을 입었고 동승자 1명은 사망했다. 해당차량은 도요타가 급발진 사고의 원인이라고 NHTSA에 알렸던 바닥매트의 페달 끼임이나 가속페달 고착 문제가 없어서 도요타는 이번 급발진 사고의 원인이 운전자의 페달 오조작이라고 주장하였다. 그러나 북아웃의 의뢰를 받은 임베디드 SW(하드웨어와 결합된 SW) 전문가인 Michael Barr 전 존스홉킨스대학 교수가 설립한 소프트웨어 컨설팅업체 ‘Barr Group’은 캠리의 전자식 스로틀 제어 시스템(ETCS) 소프트웨어에 결함이 있고 그것이 급발진의 원인이 될 수 있음을 입증하는 보고서를 법원에 제출하였다.
Barr Group은 NHTSA·NASA 보고서를 토대로 2007년 급발진 의심 사망 사고를 일으킨 2005년식 캠리 차량의 ETCS 소프트웨어 소스코드를 분석했고 '스파게티 코드'로 이뤄졌다는 사실을 발견했다. 스파게티 코드란 소프트웨어가 작동하는 언어인 소스코드가 스파게티 면처럼 얽히고 설킨 것을 말한다. Barr Group은 도요타 ETCS 소프트웨어의 소스코드가 국제 표준을 충족하지 않았고 일부는 시험 또는 유지보수(수정)가 아예 불가능한 상태였다는 걸 밝혀냈다. 그리고 이로 인해 '비트 플립'이 발생할 가능성이 있다는 사실도 알아냈다. 비트 플립은 스로틀밸브 열림 정도와 관련한 코드 위치(비트) 값이 뒤집힌(flip) 걸 의미한다. 그 결과, 운전자가 브례이크를 밟았는데도 ECU는 운전자가 가속페달을 밟은 것으로 인식하여 운전자의 의도와는 다른 가속이 일어날 수 있다는 게 Barr Group의 분석이다. 특히 Barr Group은 이 같은 설명을 실험으로 증명해 배심원단을 움직이는데 성공했다. 보고서에는 ‘30초 동안 의도하지 않은 가속이 일어났다’고 적혀 있다. 인위적으로 급발진을 일으키는데 성공한 것이다.
이에 배심원단은 2013년 10월 피해자들에게 300만 달러를 배상하라는 평결을 내리고 추가로 징벌적 손해배상금을 산정하려 했다. 그러자 도요타는 적극적으로 합의에 나서 피해자들과 알려지지 않은 금액에 합의하였다. 또한 도요타는 다른 급발진 관련 소송 피해자들과도 신속히 합의에 나서 총 400여건 가운데 2015년 7월말 기준 338건의 피해자들과 합의하였다.

### 국내 법원
국내 법원의 급발진 사고에 대한 판단은 형사와 민사 재판으로 구분된다.
먼저 형사재판의 경우 피고가 차량결함으로 인한 급발진을 입증하는 것이 아니라 검사가 피고인 운전자의 과실을 입증해야 하기 때문에 운전자가 무죄판결(의정부지법 2020노736 판결, 제주지법 2022노1162 판결 등)을 받는 사례가 종종 나온다. 국내에서 급발진 사고와 관련하여 피고인 운전자가 대법원에서 무죄 판결을 받은 사례로 2005년 랜드로바 급발진 사건 판례(대법원 2008. 6. 12. 선고 2007도5389 판결)가 있다. 이 사건은 당시 운전자인 대리기사가 차를 약간 이동시키기 위해 시동을 걸고 엑셀 페달을 약하게 밟는 순간 갑자기 굉음을 내면서 급발진하여 고속으로 일방통행로를 역으로 거슬러 진행하다 1명이 숨지고 5명이 부상한 10중 충돌사고다. 운전자는 차량 급발진으로 인해 사고가 발생했다고 주장했다. 1,2심 재판부는 사고 차량을 매수한 다른 박모씨도 차를 뒤로 빼려 할 때 `왕'하면서 앞으로 튀어나가는 사고를 경험한 점 등에 비춰 무죄를 선고했다. 또 폭 5ｍ와 길이 160ｍ의 일방통행로를 엄청난 속도로 역주행한 점, 굉음을 내며 질주했고 차량 밑부분에서 불꽃을 봤다는 목격담, CCTV 분석 결과 역주행 초기부터 브레이크등이 켜진 정황에 비춰 운전자가 차를 멈추려고 노력한 것으로 보이는 점 등도 판단에 반영됐다. 2008년 대법원은 "가해차량 자체에서 발생한 피고인이 통제할 수 없는 어떤 불가항력적인 상황에 의해 위와 같이 상상하기 어려운 속력의 역주행이 일어났을 가능성이 있는 것으로 합리적인 의심을 할 여지가 있다고 볼 수 있는 여러 정황들이 확인되고 있는바,"라면서 운전자의 업무상 과실이 있다는 점에 대하여 증명이 부족하다는 이유로 1,2심과 마찬가지로 무죄 판결을 내렸다.
형사재판과 마찬가지로 민사재판에서도 피고의 고의나 과실이 있어야 책임을 지는 것이 원칙이나, 예외의 하나로서 제조물책임법에 따라 차량결함은 피고 제조사의 고의 또는 과실이 없더라도 무과실책임이 있다. 다만, 제조사가 해당 제품이 제조 당시의 과학·기술 수준으로 결함을 발견할 수 없었거나 결함이 없는 상태에서 판매되었음을 증명하면 책임을 면할 수 있다.  특히 미국법의 디스커버리와 같은 제도가 우리나라 민사소송법에는 존재하지 않고 제조사에게는 입증책임이 없어서 민사재판에서 피해자가 차량결함으로 인한 급발진을 인정받기가 사실상 불가능하다. 이로 인해 민사재판의 경우 2025년 7월말 현재까지 2심에서 차량결함으로 인한 급발진을 인정받은 사례는 있으나 대법원에서 차량결함으로 인한 급발진을 인정하는 확정판결을 받은 사례는 없다. 이와 같이 우리나라는 급발진 사고의 피해자를 보호하는 법적 안전망이 미흡함에 따라 제조사들이 미국에서는 발생한 급발진 사고에 대해 피해자와 비밀합의로 종결하려는 태도를 보이는 반면 국내에서는 피해자가 제소하는 민사소송을 마다하지 않고 있다.
2018년 5월 호남고속도로에서 BMW를 몰다 급발진 의심 사고로 운전자 부부가 사망한 사건은 손해배상 소송 1심에서 유족이 패했으나, 2020년 11월 2심 재판부는 “BMW코리아는 유족에게 각 4000만원씩 지급하라”며 원고 일부승소 판결했다. 사고 발생 이틀 전 BMW코리아 직원이 차량 점검을 한 점, 시속 200km 고속 주행 중 비상 경고등이 작동된 점, 사고 이전 운전자가 과속으로 과태료를 부과받지 않은 점 등을 고려해 “결국 차량의 결함으로 인한 사고라고 판단된다”는 것이었다. 이는 2심에서 제조사 과실이 인정된 유일한 사례였다. 그러나 2025년 7월 18일 대법원은 5년의 심리 끝에 이같은 원심 판단은 잘못됐다고 결론 내렸다. 대법원은 우선 "급발진 사고 유형에서 운전자가 자동차를 정상적으로 사용하는 상태에서 배타적 지배  영역에서 사고가 발생했음을 증명하려면 운전자가 급가속 당시 가속 페달을 밟지 않았다는 사정을 증명해야 한다"고 판시했다.대법원은 이어 "페달 조작에 관한 직접적인 증거가 없다면, 페달 오조작이 없었음을 추인시키는 간접사실을 통해 이를 증명해야 한다"라며 "이 사건 사고 당시 자동차의 제동등(브레이크등)이 점등돼 있지 않았다는 사정 등을 고려하면 원심이 들고 있는 사정만으로는 페달 오조작의 가능성을 배제하기 어렵다"며 사건을 다시 심리하라고 했다. 그러나 동 판결은 운전경력이 오래된 운전자가 비교적 장시간 가속페달을 혼동하기 어려운 사고 당시 정황 증거를 무시하였고 운전자가 브레이크를 밟았더라도 ECU 오류로 급발진시 브레이크등이 점등되지 않았을 수 있다는 사실을 간과하였다. 우리 민사소송법에 디스커버리와 제조사의 입증책임 제도가 없다는 한계를 고려하더라도 동 판결은 차량결함으로 인한 급발진 가능성이 상당함에도 불구하고 운전자의 페달 오조작 가능성을 배제할 수 없다는 점만이 중시되었다는 점에서 매우 아쉬운 판결이다.

## 대처 방법
급발진 시에는 다음과 같이 대처한다.
- 가속 페달에서 즉시 브레이크 페달로 옮겨 두발로 한번에 힘껏 꽉 밟는다. 급발진시 엔진폭주로 진공배력장치가 정상작동하지 않을 수 있기 때문에 브레이크 페달을 여러 번 나누어 밟으면 진공배력장치에서 진공이 없어져서 브레이크의 제동력이 현저하게 떨어질 수 있다.[92] 그러나 브레이크를 밟았는데도 차의 속도가 줄지 않고 있다면 페달 오조작이 의도하지 않은 급가속의 원인일 수도 있어서 자신이 밟고 있는 것이 브레이크가 맞는지 생각해봐야 한다. 가속페달은 위치상 두발로 밟는 것이 불가능하기 때문에 두발로 페달을 밟을 수 있는지 확인함으로써 밟고 있는 페달이 가속페달이 아니라 브레이크 페달임을 알 수 있다. 다만 자신이 밟고 있는 것이 브레이크가 맞는지 확인하기 위해 모든 페달에서 발을 떼는 행위는 더 위험할 수 있다. 왜냐하면 브레이크가 정상작동하는 기회는 배력장치의 진공이 없어지기 전에 단 한번뿐이기 때문이다.
- 기어를 중립(N)으로 바꾸거나 수동변속기 차량의 경우 클러치 페달을 밟아 엔진 동력을 차단한다. 다만 전자식 변속기는 ECU를 거쳐 작동하기 때문에 ECU 오류에 의한 급발진시 기어가 중립이 안 될 수도 있다.
- 버튼으로 조작하는 전자식 주차브레이크의 경우 차가 고속주행중이라도 사용이 가능하며 정차할 때까지 계속 당기거나 눌러서 작동시킨다.[93] 다만 기계식 주차브레이크의 경우는 차의 속도가 줄어든 상태에서 서서히 밟거나 당겨서 최대한 속도를 줄인다. 만약 고속에서 기계식 주차브레이크를 급하게 채우면 차가 균형을 잃고 회전할 수 있기 때문에 반드시 유의하여야 한다.
- 차의 시동을 끈다. 주행중 시동을 끌 필요가 있을 때 현대차의 경우 시동버튼을 2초 이상 길게 누르거나 3초 이내에 3회 누르면 ACC 상태로 전환된다. 다만 주행중 시동을 끄면 브레이크의 진공배력장치가 정상작동하지 않아 제동력이 떨어지고 핸들조작도 비정상적일 수 있으니 유의해야 한다.[94] 또한 급발진 원인이 디젤차량에서 고압펌프 불량으로 인한 엔진오일의 연소실 유입이라면 시동을 꺼도 엔진이 멈추지 않을 수 있다.
- 위의 방법으로 차의 속도를 늦추거나 정지하지 못하는 상황이라면 차가 더 빨라지기 전에 충돌을 해서라도 차의 속도를 줄이거나 멈출 방법을 찾아야 한다. 차가 급가속하는 상황이라면 어쩌면 위의 방법들을 모두 사용해보기 이전에 충돌을 결정해야 할 수도 있다. 이 경우 전봇대나 건물 등 수직 구조물은 충격이 커 다칠 위험이 높기 때문에 수직 구조물 대신 가급적 갓길에 주차된 차(트럭 제외)의 트렁크를 박거나 가드레일을 차량의 측면으로 긁어 속도를 줄여야 한다. 다만 특히 1차선에서 주행중인 앞차의 트렁크를 박을 경우 앞차가 중앙선을 넘어 2차사고로 이어질 가능성이 있기 때문에 반드시 유의하여야 한다. 또한 트럭은 차량이 아래로 깔려 들어갈 수 있어 피해야 한다.[95]
- 급발진 원인 가운데 하나인 스로틀 바디 커넥터 접속불량으로 인한 급발진을 예방하기 위해 접점부활제를 구매해서 엔진오일 교환 등을 위해 정비소 방문시 커넥터를 청소해달라고 요청하는 것도 좋은 예방방법이다.

## 급발진 관련 틀린 정보들

### 급발진 관련 틀린 정보가 많은 이유
개별 급발진 의심 사고에서 그 원인이 자동차의 기계적(전자적 포함) 결함인지 또는 운전자의 운전 미숙인지에 대해 논란이 있는 경우가 많다. 급발진을 경험한 운전자들은 운전자의 의도와 상관없이 자동차가 급가속하였고 브레이크도 듣지 않았다면서 자동차의 결함에 기인하는 급발진이라고 주장하는 반면, 자동차 회사 측에서는 운전자가 가속페달을 브레이크로 착각하는 페달 오조작이 사고의 원인이라고 상반되게 주장한다. 
그러나 개별 급발진 사고의 원인에 대한 논란과 관계 없이, 차량의 결함으로 인해 급발진이 발생할 수 있다는 사실은 국내외에서 민간기관에 의해 재현되거나 정부 또는 법원에 의해 인정된 바 있어 논란의 여지가 없다. 그럼에도 불구하고 인터넷에는 '차량결함으로 인한 급발진은 존재하지 않는다', '브레이크를 밟으면 차는 무조건 선다', '브레이크를 밟으면 브레이크등이 무조건 들어온다' 등과 같은 틀린 정보가 넘쳐난다.
급발진 사고의 원인이 차량결함이었음이 인정될 경우 제조사는 많은 손해배상 소송에 직면해야 하고 대규모 리콜을 해야 한다. 이는 제조사에게 경제적으로 커다란 부담이 되고 브랜드 이미지가 크게 훼손될 것이기에 제조사는 차량결함에 의한 급발진 가능성을 알고 있더라도 이를 인정하지 않으려는 유인이 있다. 특히, 제조사는 ECU 소프트웨어 오류에 의한 급발진 가능성을 인정하지 않는데, 그 이유는 사고 후에 증거가 남지 않아 소프트웨어 오류가 급발진의 원인이었음을 증명하기 어려운데다, 어쩌면 보다 큰 이유는 역설적으로 급발진을 유발할 수 있는 모든 소프트웨어 오류 가능성을 사전에 검토하여 결함이 없는 소프트웨어를 만드는 것이 현실적으로 매우 어렵기 때문일 수 있다. 사전에 결함이 없는 소프트웨어를 만드는 것이 얼마나 어려운 일인지는 예를 들어 마이크로소프트사가 1985년 11월 처음 출시한 PC 운영체제인 윈도우를 버전 업데이트 할 때마다 결함을 수정하는 패치프로그램을 연간 12회 이상 지속적으로 내놓고 있는 것으로 미루어 짐작할 수 있다.  
이에 일부 제조사는 급발진과 같은 이슈에 대한 인터넷과 언론 대응팀을 운영하고 있는 것으로 보인다. 앞서 급발진의 원인 부분에서 설명한 바와 같이 급발진 통계를 보면 운전자의 나이가 60대 이상보다 50대 이하가 많다. 그럼에도 운전자가 급발진을 주장한다는 교통사고 기사는 운전자가 대부분 60대 이상 고령층이다. 이는 일반인들이 급발진은 고령층에만 나타나는 현상이라고 오해하도록 자동차제조사가 언론사에 60대 이상 고령층의 급발진 사고만 운전자가 급발진을 주장한다는 내용을 보도하고 그외는 사고원인을 조사중이라는 표현만 쓰게끔 로비를 하고 있는 것은 아닌지 강한 의심이 들게 한다. 또, 이들 제조사 대응팀은 급발진 관련 인터넷 정보와 유투브 동영상 등에 급발진의 원인은 페달 오조작이라고 주장하는 글을 적고 있는 듯하다. 그리고 일부 자동차전문 유투버들은 자동차 제조사들로부터 협찬을 받고 또 조회수를 늘려 광고수익을 올리고 싶은 마음에 허위정보를 유투브에 올리고 접속을 유도하고 있을 가능성을 배제할 수 없다. 다만, 급발진의 원인이 페달 오조작이라고 주장하는 유투버와 누리꾼들 가운데 일부는 자동차의 구조나 전자 제어 시스템에 대해 잘 이해하지 못하여, 급발진 관련 틀린 정보를 맞는 정보로 오해하고 진실을 알리려는 순수한 동기에서 퍼트리고 있는지도 모른다. 이들은 브레이크 오버라이드 기능, 브레이크 배력장치, 브레이크등의 작동원리를 제대로 알지 못하여 급발진과 브레이크 제동력 상실, 브레이크등 미점등이 동시에 나타날 수 있다는 사실을 이해하지 못하는 듯하다. 마지막으로, 2024년 기준 국내 자동차 계열사와 협력사 직원을 모두 합하면 약 34만 명에 달하고, 자동차산업이 우리나라 전체 수출에서 차지하는 비중은 약 10.4%, GDP에서 차지하는 비중은 약 12.1%다. 따라서 정부는 우리나라의 고용, 수출, 성장에서 자동차산업이 차지하는 비중이 상당함에 따라 국내 제조사들을 보호하려는 유인이 있다. 위에서 언급한 요인들은 인터넷에 차량결함 그 중에서도 ECU 소프트웨어 오류로 인한 급발진 가능성을 부정하는 틀린 정보가 넘쳐나는 이유 내지 배경으로 보인다.
차량결함으로 인한 급발진이 존재하지 않는다는 틀린 정보들은 운전자들이 평소 급발진시 대처방안을 잘못 알게 하여 실제 급발진 발생시 사고로 이어질 위험을 높인다. 대표적으로 잘못 알려진 급발진시 대처방안이 양발을 페달에서 떼어 차가 감속하는지 봄으로써 자신이 밟고 있는 것이 기속페달이 아닌지 확인하라는 정보다. 하지만 운전자가 밟고 있는 것이 브레이크였는데도 이를 확인하기 위해 브레이크에서 발을 떼는 경우 브레이크 배력장치의 진공압을 잃게 되고 이는 브레이크의 제동력을 크게 감소시켜 운전자가 차를 세우기 더욱 어렵게 만든다.

### ECU 오류로 인한 급발진은 존재하지 않는다?
일부 유투버와 누리꾼들은 2013년 미 오클라호마법원에서 소프트웨어 결함으로 인한 급발진 가능성이 인정되기 훨씬 이전인 1980-90년대 미국, 일본, 우리나라의 관계당국이 급발진의 원인이 되는 차량결함을 찾지 못했다고 발표한 것을 근거로 이들 기관들이 급발진 원인은 차량결함이 아닌 페달오인이라고 결론내렸다고 주장한다. 그러나 이 주장이 맞다면 2000년대 도요타의 매트끼임과 가속페달 고착으로 인한 급발진 사고와 이에 따른 대규모 리콜사태도 발생하지 않았어야 한다. 과거시점의 한계가 있는 조사자료를 가지고 현재시점의 새로운 발견을 부정하는 것은 마치 콜럼버스가 신대룍을 발견하기 이전에 그려진 세계지도를 근거로 신대륙을 발견한 이후에도 신대륙은 존재하지 않는다고 주장하는 것과 비슷하다. 
또 일부 유투버와 누리꾼들은 2007년 9월 발생한 도요타 캠리 급발진 사고의 원인이 소프트웨어 결함임을 인정한 2013년 10월 미 오클라호마법원의 배심원 평결에도 불구하고 2019년 NHTSA가 동 급발진 사고의 원인이 소프트웨어 결함이 아닌 것으로 결론내렸다고 주장한다. 이들은 그 근거로 미 교통부의 홈페이지에 2019년 8월 1일자로 게시되어 있는 NHTSA/NASA가 해당 모델의 ETCS의 소프트웨어 결함을 찾지 못했다는 발표자료를 제시한다. 그런데 동 발표자료의 내용을 읽어보면 작성시점이 2019년이 아니라 2011년인 것을 알 수 있다. 2011년에 작성된 문서가 어떤 이유로 2019년 8월 1일자로 이전 다수의 문서와 함께 일괄 게시된 것이다. 추정하건데, 일부 유투버와 누리꾼들이 동 문서의 내용을 확인하지 않고 게시날짜만 보고 2019년에 미 교통부가 2007년 도요타 캠리 급발진 사고의 원인이 소프트웨어 결함임을 인정한 2013년 미 오클라호마법원의 배심원 평결이 틀렸다고 판단한 것으로 오해한 것이다. 그러나 사실은 반대로 2011년 NHTSA/NASA가 소프트웨어 결함을 찾지 못하였으나 2013년 Barr Group이 소프트웨어 결함을 찾아내고 급발진현상을 재현도 하여 소프트웨어 오류가 급발진의 원인이 될 수 있음을 입증함에 따라 미 오클라호마법원 배심원단이 도요타가 피해자에게 300만달러를 배상하라고 평결한 것이다.
일부 유투버와 누리꾼은 2014년 이후에도 NHTSA가 몇몇 개별 급발진 사고에 대해 전자 제어 결함을 찾지 못했다는 보고서를 발표한 것을 근거로 NHTSA는 전자제어 오류로 인한 급발진 가능성을 인정하지 않는다고 주장한다. 그러나 이는 몇 가지 특정한 사례를 바탕으로 모든 경우에 해당된다고 단정하는 '성급한 일반화(hasty generalization)'의 오류를 범하는 것이다. NHTSA와 같은 기관이 특정 시점에 특정 결함을 '찾지 못했다'고 발표하더라도, 이는 해당 시점까지의 조사 결과일 뿐이며, 미래에 새로운 결함이 발견될 가능성은 항상 존재한다. 또한, '찾지 못했다'는 표현 자체가 조사의 한계나 데이터 부족 등 다양한 이유로 인해 완벽하게 모든 결함을 검출하지 못했을 가능성을 내포한다. 급발진의 원인이 되는 소프트웨어 결함을 찾는 것은 고도의 전문인력과 충분한 시간, 그리고 많은 비용이 요구되기 때문에 설령 NHTSA라고 하더라도 매우 어려운 일이다. 하지만 기술적, 경제적, 제도적 한계로 인해 소프트웨어 결함을 찾기 어렵다고 해서 그 존재 가능성마저 부정되는 것은 아니다. 더욱이 2013년 Barr Group이 소프트웨어 결함을 찾아내고 급발진 재현에 성공하여 미 오클라호마법원에서 인정받은 바가 있는데도 일부 유투버나 누리꾼들이 소프트웨어 오류로 인한 급발진 가능성을 부정하는 것은 이해하기 어려운 행태다.
일부 유투버와 누리꾼은 전자적 제어 오류로 인한 급발진 가능성이 학술적 논문 등을 통해 제대로 학계와 산업계에 보고되고 추가 연구로 이어지지는 못한 것으로 보이는 반면, 급발진이 현재까지는 전자적 제어 오류로 인한 것으로 보기 어렵다는 연구논문은 다수 보고되고 있다고 주장한다. 하지만 사실은 정반대다. 전자적 제어 오류로 보기 어렵다는 학술적 논문의 예시로 들어진 국과수의 "자동차 급발진 원인 규명에 관한 연구"는 전자적 제어 오류로 인한 급발진 가능성을 인정하는데 상당한 부담을 가질 수밖에 없는 국과수의 연구보고서이고, 발표시점이 2013년 12월로 통상 연구에 소요되는 기간을 고려하면 2007년 도요타 캠리 급발진 사고의 원인이 소프트웨어 오류였음이 밝혀진 2013년 10월 미 오클라호마법원 평결이 연구에 반영되지 못하였을 가능성이 높다. 게다가 동 연구보고서에는 급발진으로 스로틀 밸브 완전개방시 브레이크 제동력을 실험한 결과가 포함되어 있어 전자적 제어 오류로 인한 급발진의 증거를 찾지 못하였을 뿐이지 그 가능성은 열어두고 있음을 알 수 있다 오히려 2014년 이후 국내외에서 전자 제어 오류로 인한 급발진 가능성을 부정하는 학술적 논문을 단 한편도 찾을 수 없어 과연 그러한 학술적 논문이 존재하는지조차 의문이다. 반면 2014년 3월 25일자 KBS 시사기획 창 “급발진은 있다” 방송 내용의 일부가 박성지 한국교통사고조사학회 부회장, 최영석 법안전융합연구소 연구위원, 최웅철 국민대 교수 등이 자동차 급발진 원인을 연구한 논문에 포함되어 법과학과 과학수사 분야에서 세계 최고 권위를 보유한 국제학술지 FSI(Forensic Science International)에 등재되었다. FSI는 법 부검, 법 생물, 법 화학, 약 독물, 총기사고 및 교통사고에 대한 해석을 주로 다루고 있는 SCI저널이다. 또 Phil Koopman 카네기멜론대 교수는 2014년 9월 "A Case Study of Toyota Unintended Acceleration and Software Safety"를 발표하였다.
일부 유투버와 누리꾼은 제조사들이 자동차 전장시스템이 자동차 안전성 국제표준인 ISO 26262 인증을 받기 때문에 기술적으로 차량결함으로 인한 급발진이 존재할 수 없다고 주장한다면서 이에 동조한다. 그러나 자동차 전장시스템이 ISO 26262 인증을 받으면 급발진 가능성이 대폭 줄어들지는 몰라도 예측하지 못한 오류의 발생 가능성으로 인해 급발진으로부터 절대 안전하다고 말할 수는 없다. 국토교통부는 2025년 8월 7일 벤츠 E350 4MATIC, 1만6957대가 엔진 제어장치 소프트웨어 오류로 인해 주행 중 시동이 꺼질 수 있는 가능성이 확인되었고 EQE 350 4MATIC 등 전기차 5개 차종 523대 역시 고전압 배터리 관리시스템 오류로 시동 꺼짐 우려가 발견되어 이들 차량에 대해 자발적으로 시정조치(리콜)한다고 밝혔다. 이와 같이 자동차 전장시스템이 ISO 26262 인증을 받았음에도 불구하고 소프트웨어 오류로 주행중 시동이 꺼질 위험이 발견되었다는 사실은 주행중 급발진 가능성도 얼마든지 있을 수 있다는 것을 의미한다. 게다가 2023년 10월 17일 KBS 보도에 의하면, 현대차는 급발진 방지 특허를 11건 보유하고 있으며, 이중 5건만 적용하고 있다. 자동차 제조사들이 최근까지 급발진 방지 기술을 개발해 왔고 아직 적용하지 않은 특허를 보유하고 있다는 사실은 제조사들의 차량결함에 의한 급발진이 존재하지 않는다는 주장과 모순된다.  
일부 유투버와 누리꾼들은 급발진의 공통점이 브레이크를 밟을 타이밍에 앞으로 튀어나가고 충돌과 동시에 급발진 현상이 사라지는 것이고, 이는 페달오조작이 급발진의 원인이라는 증거라고 주장한다. 그러나 2009년 미 캘리포니아주 도요타 렉서스, 2016년 부산 싼타페, 2018년 호남고속도로 BMW, 2020년 광명 g80, 2022년 강릉 티볼리 급발진 사고 등 언론을 통해 알려진 급발진 사고들만 보더라도 급발진 현상이 브레이크를 밟을 타이밍에 시작된 것이 아니거나 1차 충돌 후에도 지속되어 추가 충돌 또는 전복을 하고 나서야 차가 멈추기도 했다는 점에서 기본적인 사실 확인조차도 안한 주장에 불과하다. 
일부 유투버와 누리꾼들은 자동차 급발진 현상이 과거 선풍기괴담처럼 한국에서만 발생하는 현상이라면서 실제 현상이 아닌 괴담에 불과하다고 주장한다. 그러나 자동차 급발진 현상은 국내외 브랜드를 가리지 않고 그리고 해외에서도 나타나고 있다. 예를 들어 미국 사우스쇼어기아 사이트에 들어가보면, "일부 기아차 소유주들은 운전 중 강제 가속 문제를 경험한다고 보고하며, 이는 신속하게 해결하지 않으면 심각한 위험을 초래할 수 있습니다. 기아차의 강제 가속 문제는 종종 예고 없이 발생하여 운전자의 조작에도 불구하고 차량이 통제 불능 상태로 가속되는 현상을 일으킵니다. 부품 오작동, 소프트웨어 오류, 스로틀 시스템 문제 등 다양한 요인이 이러한 문제의 원인이 됩니다."라고 기술하고 있다. 또 2007년 미국 오하이오주 노턴에서 2006년형 기아자동차 아만티(국내명 오피러스) 차주였던 매리 맥다니엘스는 법정소송을 벌여 급발진 사고에 대한 손해배상을 청구했다. 당시 기아차 미국법인은 아만티에서 기계적 결함을 발견할 수 없었다며 운전자 과실에 무게를 실었다. 미국 자동차 사고 기술자문 전문업체인 SRS에 따르면 결국 이 소송은 지난 2012년 1월 비밀 합의로 마무리됐다.

### 전자적 오류로 인한 급발진 가능성이 공식 인정된 바 없다?
일부 유투버와 누리꾼들은 미국 민사재판에서 급발진 피해자가 급발진의 원인이 소프트웨어 결함임을 인정받아 승소한 사실에도 불구하고 사후적으로 그 가능성을 인정받은 것에 불과하다거나 형사재판이 아니라고 평가절하한다. 
그러나 이는 사법제도에 대한 이해가 부족해서 나오는 말이다. 형사재판에서는 ‘의심스러울 때에는 피고인의 이익으로’ 법리에 의하여 검사가 입증책임을 부담한다. 따라서 재판부가 급발진의 원인이 차량결함이었을 가능성을 합리적인 의심없이 배제할 수 있도록 검사가 입증하여야 재판부가 피고 운전자에게 유죄판결을 내리고, 그렇지 못한 경우에는 무죄판결을 내리게 된다. 반면, 민사재판에서는 미국 법원의 경우 원칙적으로 원고에게 입증 책임이 있으나, 제조사의 엄격책임(strict liability)을 적용하여 피고에게도 입증책임이 있다. 이에 따라 미국은 원고측이 차량결함의 존재와 사고와의 인과관계를 입증하면, 이에 대한 반론으로서 피고측이 차량결함의 부존재, 인과관계의 부존재, 원고의 과실이 있음 가운데 하나를 입증하여야 한다. 2007년 9월 발생한 도요타 캠리 급발진 사건의 손해배상 소송에서 원고측은 소프트웨어 결함을 찾아내고 급발진 재현에 성공하여 차량결함의 존재와 급발진 사고와의 인과관계를 입증한 반면, 제조사는 이에 대해 반론을 제기하지 못하였다. 이에 2013년 10월 미 오클라호마법원의 배심원단은 원고측 승소 평결을 하였는데, 이는 미 오클라호마법원이 2007년 도요타 캠리 급발진 사고의 원인이 소프트웨어 결함이었음을 법적 인정한 것이다.
물론, 급발진의 원인이 차량결함임을 가장 강하게 법적으로 인정받는 경우는 자동차 제조사가 급발진 사고의 원인으로 지목된 차량결함으로 인해 기소된 형사재판에서 유죄판결을 받는 것이다. 다만, 제조사가 급발진 사고의 책임으로 형사 기소된 사례를 찾을 수 없다. 일반적으로 형사책임은 고의 또는 과실을 전제로 하고 있는데, 제조사가 주의의무를 다했음에도 차량결함을 알지 못한 경우 제조사에게 형사적 책임을 묻기 어렵다. 따라서 정부가 제조사를 형사 기소하려면 정부가 급발진 사고의 원인이 차량결함이었다는 사실뿐만 아니라 제조사가 국제표준을 지키지 않았거나 차량결함을 알고도 숨겼다는 사실을 입증해야 한다. 제조사가 소프트웨어 오류로 인한 급발진 가능성을 일반적인 사실로 알고 있었더라도, 자사 차량의 소프트웨어에 급발진을 유발할 수 있는 결함이 있음을 알지 못했을 수 있다.
일부 유투버와 누리꾼들은 전자적 오류로 인해 발생하며 브레이크조차 듣지 않는 급발진 사고는 이미 발생한 사고는 물론이고 발생 가능성조차 공식 인정된 바 없다고 주장한다. 그러나 법원은 급발진 유발 가능성이 있는 차량결함을 정부차원에서 공식 인정할 수 있는 교통안전을 담당하는 정부기관이 아니어서 형식적으로는 소프트웨어 결함으로 인한 급발진 가능성이 정부차원에서 공식 인정된 것이 아니지만, 오클라호마주 헌법에 의해 설립된 헌법기관인 법원이 과학적 증거와 원고 측의 전문가 증언에 근거하여 판단하였다는 점에서 내용적으로는 공식 인정된 것과 미찬가지다.
그리고 교통안전을 담당하는 정부기관인 NHTSA가 전자적 오류로 인한 급발진 가능성과 급발진 시 브레이크가 들지 않을 수 있음을 각각 인정한 사례가 있다. 앞서 언급한 바와 같이 1986년 미 NHTSA는 ECU 기판의  납땜 불량(Cracks)으로 인해 크루즈컨트롤 스위치가 on에 있는 상태에서 시동을 켜면 엔진이 고속 회전하고, 자동변속기 차량의 경우 운전자가 브레이크 페달을 꽉 밟지 않은 상태에서 기어를 드라이브(D)나 후진(R)로 이동하면 급발진이 나타날 수 있다는 이유로 리콜명령한 바 있기 때문이다. 또 후술한 바와 같이, NHTSA가 과거 렉서스 ES 차량에 대한 조사에서 스로틀이 완전히 열리면 제동 시스템이 배력장치의 보조를 잃어 제동 거리가 5배 증가한다는 사실을 발견했다는 언론보도가 있었다. 
한편 차량결함으로 인한 급발진 여부를 공식 조사하는 정부기관이 ECU 소프트웨어 오류로 인한 급발진을 인정한 바 없다는 사실이 ECU 소프트웨어 오류로 인한 급발진이 존재하지 않음을 의미하는 것은 아니다. 국과수 안전연구실장을 지낸 김의수 국립한국교통대학교 안전공학과 교수는 2024년 7월 언론인터뷰에서 다음과 같이 말하였다. “ECU는 굉장히 복잡해요. 차량 제조사는 전자제어에 대한 로직(Logic)은 주문할 수 있지만 ECU를 직접 생산하는 게 아니고 대부분 수입해 장착하죠. 이 때문에 제조사도 급발진 원인을 정확히 규명하기 쉽지 않을 수 있을 듯해요. 물론 제조사가 내용을 알면서도 공개를 꺼릴 수도 있지만요. 그러니 ECU와 관련해선 정보가 제한적인 국과수 등 조사기관은 더욱 ECU 결함을 판단하기 어렵다고 봐요.”

## 같이 보기
- 2009년-11년 토요타 자동차 리콜사태(영어판)
- 주행중 엔진꺼짐(engine shut/turn off while driving, en:Stall (engine))
- 2024년 서울 시청역 교차로 차량 돌진 사고